# マンチェスター・テリア
マンチェスター・テリア（英：Manchester Terrier）とは、イギリスのイングランドのマンチェスター原産のテリア犬種である。別名ジェントルマンズ・テリア（英：Gentleman's Terrier）。トイ・マンチェスター・テリアはこれの小型版の犬種である。

## 歴史
19世紀にネズミ殺しゲームやウサギ殺しゲームが流行した際誕生した犬種である。ゲーム時以外にもネズミ狩りの作業犬として使える犬にするための作出計画に則って生み出され、ブラック・アンド・タン・テリアやウィペットなどを交配させて作られた。ウサギ殺しゲームは残酷であるという理由ですぐに禁止されるが、害獣であるため殺す事を許されたネズミ殺しゲームは続行された。運動神経抜群の本種はネズミを狩るのが非常に上手く、評判を呼んで大人気となり原種のブラック・アンド・タン・テリアに取って代わってゲーム用・作業用として使われるようになった。
ネズミ殺しゲームの衰退後はペット兼ネズミ狩り用の犬として存在し続け、性格面がより穏やかに改良されたため人気犬種の地位を保つ事が出来た。しかし、1898年にエドワード7世の命により犬の断耳が禁止されたことにより人気が落ち、第二次世界大戦後にはたった11頭しか生き残ることが出来なかった。何故断耳禁止令によりマンチェスター・テリアの人気が暴落したのかというと、当時の本種は断耳を行わないと異常に垂れ耳が長く不恰好であったためであるといわれている。断耳によって外見を整えていた本種にとっては大打撃の法令であった。それによって人気を再び取り戻すため、断耳に頼らなくても耳の立った姿にするために改良が加えられていった。初期のうちは今で言うドーベルマンの断耳のような耳形にする予定ではあったが上手く行かなかったため計画の修正が行われ、最終的には耳を半分立たせることに成功し、長さもかなり短くする事が出来た。これにより断耳に頼らなくても済む、りりしい見た目に改良する事が出来たのである。
現在はイギリス国内だけでなく世界的に人気のある犬種で、世界中でペットやショードッグとして使われている。日本にも輸入されていて、トイ・マンチェスター・テリアほどの人気には及ばないものの時々国内登録が行われている。最近では2004年に国内登録が行われた。

## 特徴
姿は地中猟を行うタイプのテリア犬種よりも、グレイハウンドタイプの犬種に似る。外見の通りウィペットの血により運動神経が高く、又ブラック・アンド・タン・テリアの血を受け継ぎネズミ狩り能力に長け、穏やかである。マズル・首・脚・胴・尾は長く、コンパクトで引き締まった流線型のボディを持つ。耳は耳先が少し垂れている半立ち耳（半垂れ耳）であるが、断耳を行ってドーベルマンの断耳のような立ち耳にする場合も たまにある。尾はサーベル形の垂れ尾で、飾り毛はない。コートはなめらかなスムースコートで、毛色は通常ブラック・アンド・タンだが、ごく稀にブラック単色の犬もいる。体高38～41cm、体重5～10kgの中型犬（小型犬と表記される事もある）で、性格は落ち着きがあり、明るく優しい。但し、もともとネズミ狩り用に作出された犬種なので、絶対にハムスターなどを近づけてはいけない。運動量は少し多いが、友好的でしつけの飲み込みも早く、初心者にも飼育しやすい犬種である。
遺伝的にかかりやすい病気は緑内障と血友病であるが、現在は安定したブリーディングが行われているためかかりにくくなりつつある。

## 参考
- 『犬のカタログ2004』（学研）中島眞理 監督･写真
- 『日本と世界の愛犬図鑑2007』（辰巳出版）佐草一優監修
- 『デズモンド・モリスの犬種事典』デズモンド・モリス著書、福山英也、大木卓訳 誠文堂新光社、2007年
- 『日本と世界の愛犬図鑑2009』（辰巳出版）藤原尚太郎編･著